# Magyari Bertalan
Magyari Bertalan (Honctő, 1912. május 9. – Kolozsvár, 1979. december 13.) magyar fül-orr-gégész, orvosi szakíró, Kara Győző mostohafia.

## Életútja
Szabadkai és aradi iskolaévek után a nagyenyedi Bethlen Gábor Kollégiumban érettségizett (1931), a Kolozsvári I. Ferdinánd Király Tudományegyetemen végezte orvosi tanulmányait (1938). A tanszéken maradt, évente több száz fül-, orr- és gégeműtétet végzett. 1940 szeptemberében doktorált, a kolozsvári magyar egyetemen gyakornok, 1943-ban szakorvosi vizsgát tett, 1944-től tanársegéd Gyergyay Árpád mellett. Katonai szolgálata idején 1945-ben orosz hadifogságba esett; hazatérve 1948-tól 1955-ig a kolozsvári Állami Magyar Opera, majd a Herbák János Üzemi Kórház fül-orr-gégészeti szakorvosa nyugalomba vonulásáig (1976).
Esetismertetéseket, műtéti eljárásokat tartalmazó dolgozatai román és francia nyelven a Revista Științelor ORL 1938-40-es évfolyamaiban jelentek meg társszerzőként G. Buzoianu professzorral. A Román Fül-Orr-Gégészeti Társaság 1940. áprilisi ülésén önálló dolgozatát mutatta be. Előadásokkal szerepelt a magyar fül-orr-gégész orvosok kolozsvári (1941), budapesti (1942) és lillafüredi (1943) szakkonferenciáin. Vendég Vince professzorral közösen írt dolgozata: A streptococcus haemoliticus szerepe az Angina Plaut-Vincenti előidézésében (Klny. az EME orvostudományi szakosztályának és a Bolyai Tudományegyetem orvostudományi karának Értesítőjéből, Kolozsvár, 1946).